# Nanthawat Suankaeo
Nanthawat Suankaeo (thailändisch นันทวัฒน์ สวนแก้ว, * 8. Dezember 1997 in Krabi), auch als Pom bekannt, ist ein thailändischer Fußballspieler.

## Karriere
Nanthawat Suankaeo erlernte das Fußballspielen in der Schulmannschaft der Rajavinit Bangkhen School und der Jugendmannschaft des Erstligisten Bangkok Glass in Bangkok. Hier unterschrieb er 2017 auch seinen ersten Vertrag. Die Hinserie 2018 wurde er an den Zweitligisten Khon Kaen FC nach Khon Kaen ausgeliehen. Ubon United, ein Zweitligist aus Ubon Ratchathani, lieh ihn die Hinserie 2019 aus. Nach Ende der Leihe in Ubon wurde er anschließend an den ebenfalls in der Thai League 2 spielenden Rayong FC nach Rayong ausgeliehen. Mit Rayong wurde er Tabellendritter der Liga und stieg somit in die Erste Liga, der Thai League, auf. Nach insgesamt 19 Spielen für Rayong kehrte er Ende 2020 zu BG zurück. Anfang 2021 unterschrieb er einen Vertrag beim Ligakonkurrenten Port FC. Direkt nach der Vertragsunterschrift in Bangkok wurde er an den Zweitligisten Nongbua Pitchaya FC nach Nong Bua Lamphu ausgeliehen. Im März 2021 feierte er mit Nongbua die Zweitligameisterschaft und den Aufstieg in die erste Liga. Nach der Saison kehrte er zum Port FC zurück. Nachdem er in der Hinrunde 2021/22 nur einmal zum Einsatz gekommen war, wechselte er zur Rückrunde im Dezember 2021 auf Leihbasis zum Zweitligisten Customs Ladkrabang United FC. Für den Hauptstadtverein absolvierte er 17 Zweitligaspiele. Im Juni 2022 wechselte er wieder auf Leihbasis zum Erstligaabsteiger Chiangmai United FC. Für den Verein aus Chiangmai bestritt er 31 Zweitligaspiele. Nach Vertragsende beim Port FC unterschrieb er im Sommer 2023 einen Vertrag beim Zweitligisten Nakhon Si United FC. Die Saison 2023/24 wurde er mit dem Verein Tabellenfünfter und qualifizierte sich somit für die Aufstiegsspiele zur ersten Liga. Hier konnte man sich jedoch nicht gegen den Rayong FC durchsetzen und verblieb in der zweiten Liga. Nach 32 Ligaspielen, in denen er 13 Treffer erzielte, wurde sein Vertrag im Sommer 2024 nicht verlängert. Der Zweitligaaufsteiger Mahasarakham FC aus Maha Sarakham verpflichtete ihn im Juni 2024. Nach einer Spielzeit, in der er 31 Ligaspiele bestritt, wurde sein Vertrag im Sommer 2025 nicht verlängert. Im Juli 2025 verpflichtete ihn sein ehemaliger Verein, der Zweitligist Nakhon Si United FC.

## Erfolge
Rayong FC
- Thai League 2: 2019 (3. Platz)  ▲

Nongbua Pitchaya FC
- Thailändischer Zweitligameister: 2020/21  ▲